# Violettbraune Ulmeneule
Die Violettbraune Ulmeneule (Cosmia pyralina) ist ein Schmetterling (Nachtfalter) aus der Familie der Eulenfalter (Noctuidae).

## Merkmale

### Falter
Die Falter haben eine Flügelspannweite von 28 bis 32 Millimetern und kräftig violettbraun bis dunkel rotbraun oder weinrot gefärbte Vorderflügel. Wellen- und Querlinien sind verdunkelt, treten aber oftmals nicht sehr stark hervor. Am Apex befindet sich ein weißlicher Schrägstrich. Das Saumfeld ist etwas aufgehellt. Ring-, Nieren- und Zapfenmakel sind verwischt und nur angedeutet. Die Hinterflügel sind einheitlich graubraun und mit helleren Fransen versehen.

### Raupe, Puppe
Die Raupen haben eine grüne Farbe sowie weiße Rücken- und Nebenrückenlinien und einen gelblichen Seitenstreifen. Außerdem sind einige weiße Punkte vorhanden. Die Puppe ist hellbraun gefärbt, zeigt eine bläuliche Bereifung und hat zwei abwärts gekrümmte Dornen am Kremaster.

### Ähnliche Arten
- Typisch für die Rotbraune Ulmeneule (Cosmia affinis) sind zwei weiße Flecke am Costalrand der Vorderflügel. Markant sind auch die sehr dunkel gefärbten Hinterflügel.
- Bei der Weißflecken-Ulmeneule (Cosmia diffinis) sowie bei Cosmia confinis treten weiße Flecke am Costalrand leuchtend hervor, wohingegen der weißliche Schrägstrich am Apex fehlt.

## Verbreitung
Die Art ist in Mitteleuropa verbreitet, im Norden bis Mittelengland und den Südteil Fennoskandinaviens, südlich bis Nordspanien und Mittelitalien sowie östlich durch Bulgarien bis zum Kaukasus und weiter durch Asien bis nach Korea und Japan. In den Alpen steigt sie bis auf 1600 Meter. Die Violettbraune Ulmeneule ist hauptsächlich in Mischwäldern, Auen und Tälern aber auch auf Streuobstwiesen sowie in Gärten und Parkanlagen anzutreffen.

## Lebensweise
Hauptflugzeit der Falter sind die Monate Juni bis August. Sie sind nachtaktiv und besuchen künstliche Lichtquellen und Köder. Als Futterpflanzen dienen den Raupen, die nicht so sehr an Ulmen (Ulmus) gebunden sind wie affinis und  diffinis,  auch verschiedene Obstbäume sowie  Weiden (Salix), Eichen (Quercus) und weitere Laubbäume. Sie leben von Mai bis Juni und gelten als Mordraupen, d. h., sie greifen sowohl in der Natur, insbesondere aber bei der Zucht unter beengten räumlichen Verhältnissen, die Raupen anderer Arten, gelegentlich sogar Artgenossen, an und saugen sie aus. Dieses Verhalten ist beispielsweise auch von den Raupen der verwandten Trapezeule (Cosmia trapezina) und anderer Cosmia-Arten bekannt. Sie verpuppen sich in einem Gespinst zwischen Pflanzenteilen. Das Ei überwintert.

## Gefährdung
Die Art ist in Deutschland weit verbreitet, nur in wenigen Regionen selten und wird auf der Roten Liste gefährdeter Arten als nicht gefährdet eingestuft.